# Villa Palagonia

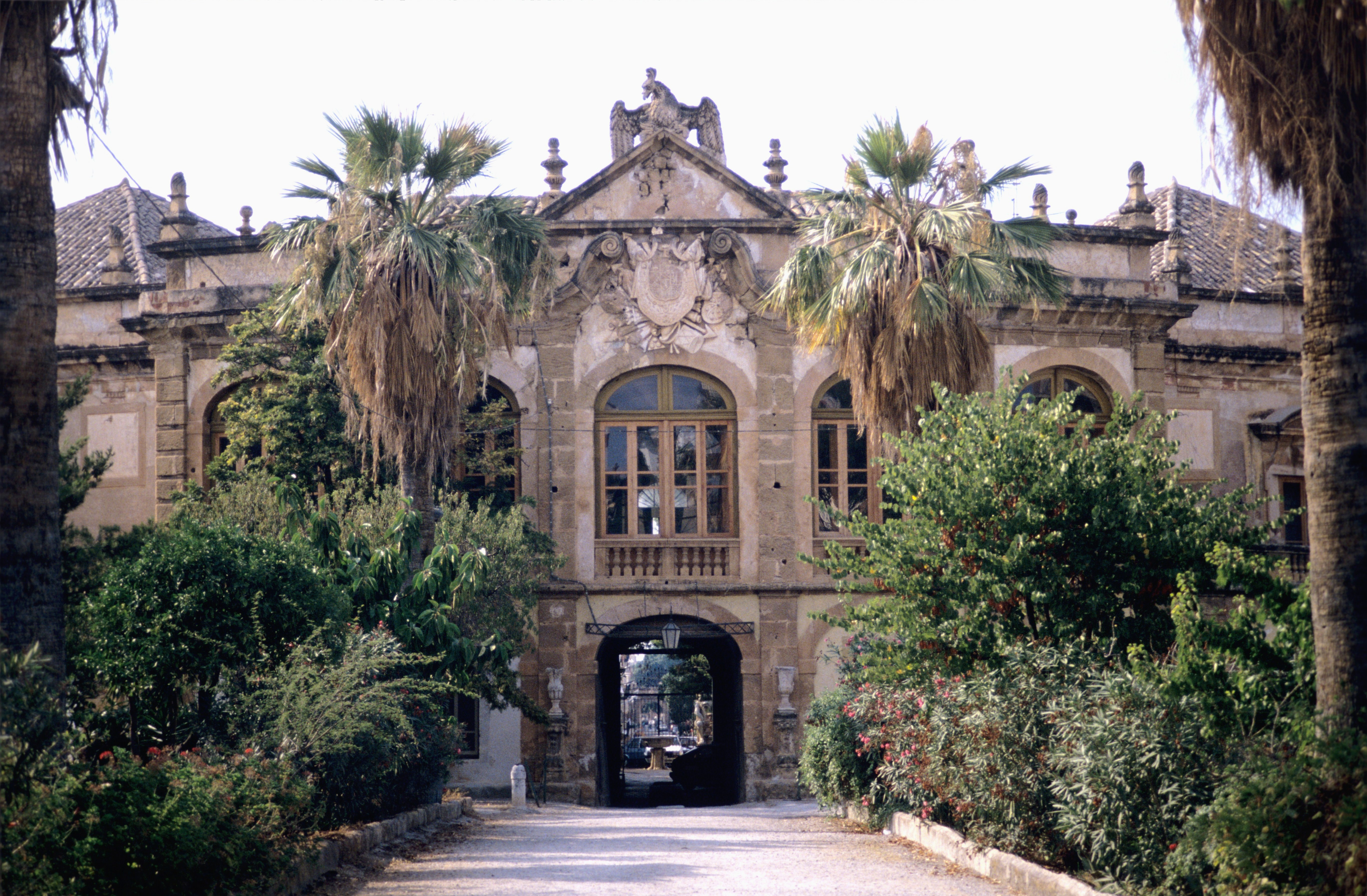
Villa Palagonia

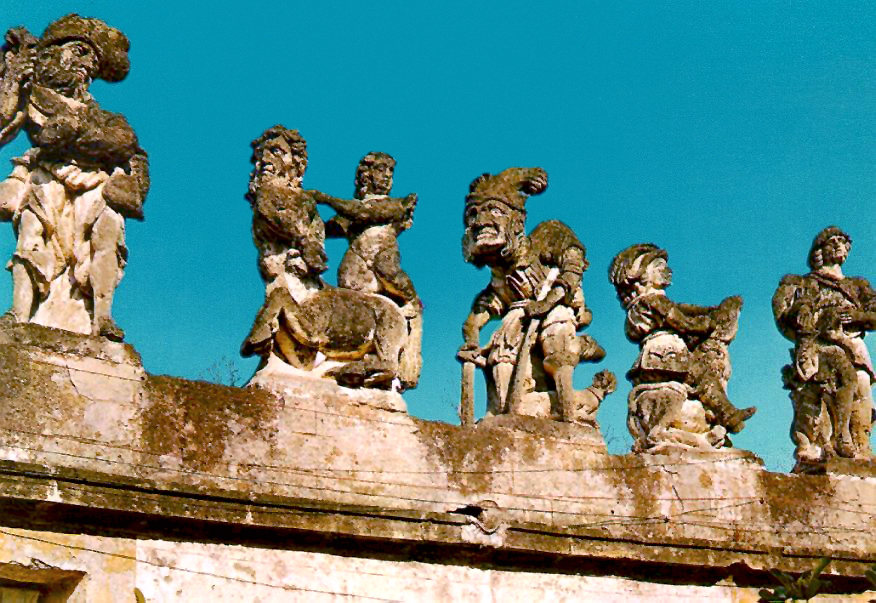
Zdjęcie rzeźb w Vilii Palagonia

Villa Palagonia – włoska willa w miejscowości Bagheria w sycylijskiej prowincji Palermo. 
Budowa willi rozpoczęła się w roku 1715. Zaprojektował ją Tommaso Maria Napoli. Książę Francesco Ferdinando II Gravina zlecił wykonanie licznych rzeźb, które w sposób groteskowy przedstawiały różnego rodzaju postacie. Nietypowa dekoracja sprawia, że willa od wieków stanowi atrakcję turystyczną.